# François Clouet
François Clouet (Tours, ca. 1510 -París, 1572) fue un pintor francés del Renacimiento. Aunque se conoce muy poco de su vida y de su obra, se sabe que sucedió a su padre, Jean Clouet, como pintor oficial de la corte.

## Vida
Es reconocida su maestría en el uso del lápiz, que heredó de su padre, la cual le sirvió para captar con gran habilidad la carga psicológica de los personajes que retrató.
Sus trabajos para Francisco I no están documentados antes de los funerales de este último, que estuvieron organizados por el propio Clouet.
Tan solo firmó tres cuadros, entre los que se cuentan el Retrato del boticario Pierre Quthe (1562, Louvre, París) y la famosa Dama en el baño (Diana de Poitiers; 1571, National Gallery of Art, Washington). 
Sin embargo, realizó los prototipos de diversos retratos oficiales de la corte, como los de Enrique II, Carlos IX o Margarita de Valois. 
Se le atribuyen unos 50 dibujos, pero hay que considerar que, en general, los trabajos artísticos de esa época eran sobre todo el resultado de un trabajo en equipo. 
En el caso de Clouet, su taller estaba particularmente dedicado a la producción de series de retratos, objetos muy a la moda destinados a la aristocracia.

## Galería

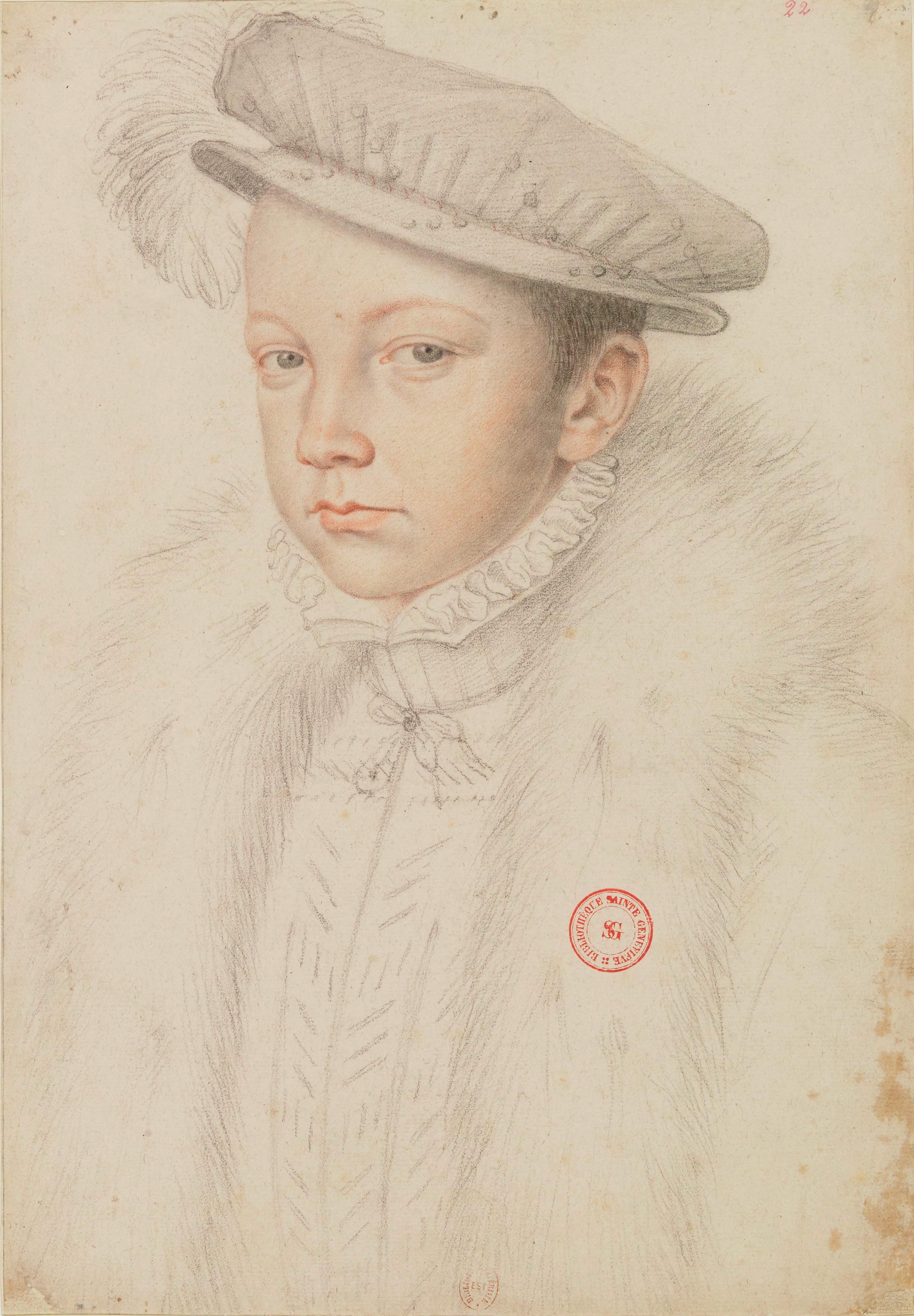
Francisco II, 1560, grafito y sanguina sobre papel, 33,5 × 23,4 cm, Biblioteca Nacional de Francia, París
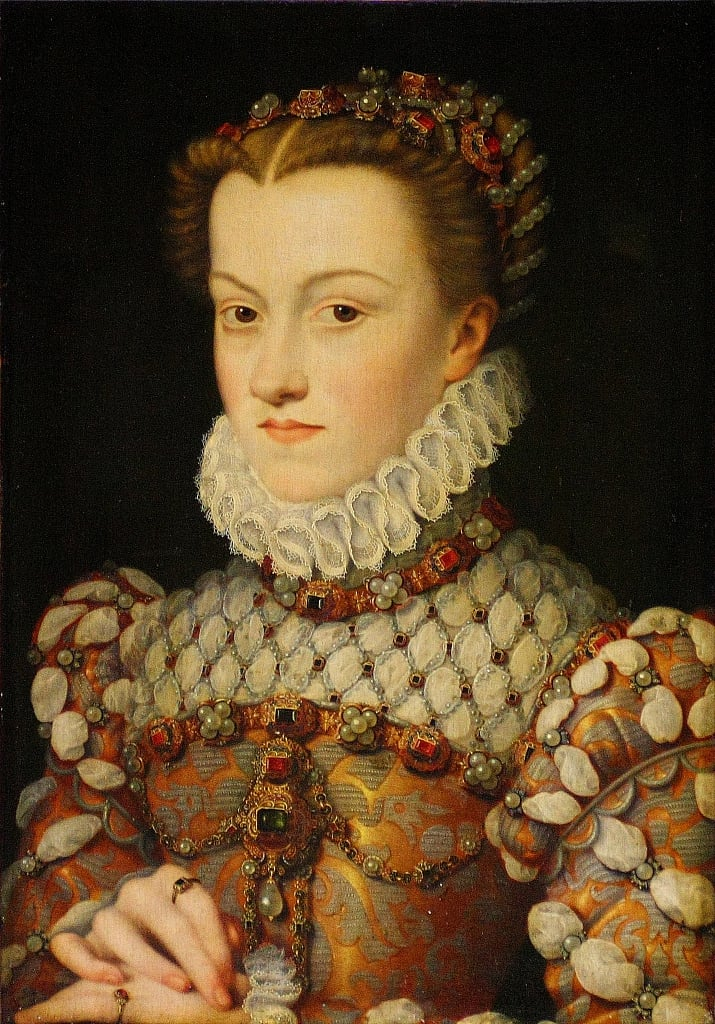
Isabel de Austria, 1571, óleo sobre tabla, 36 × 26 cm, Museo del Louvre, París
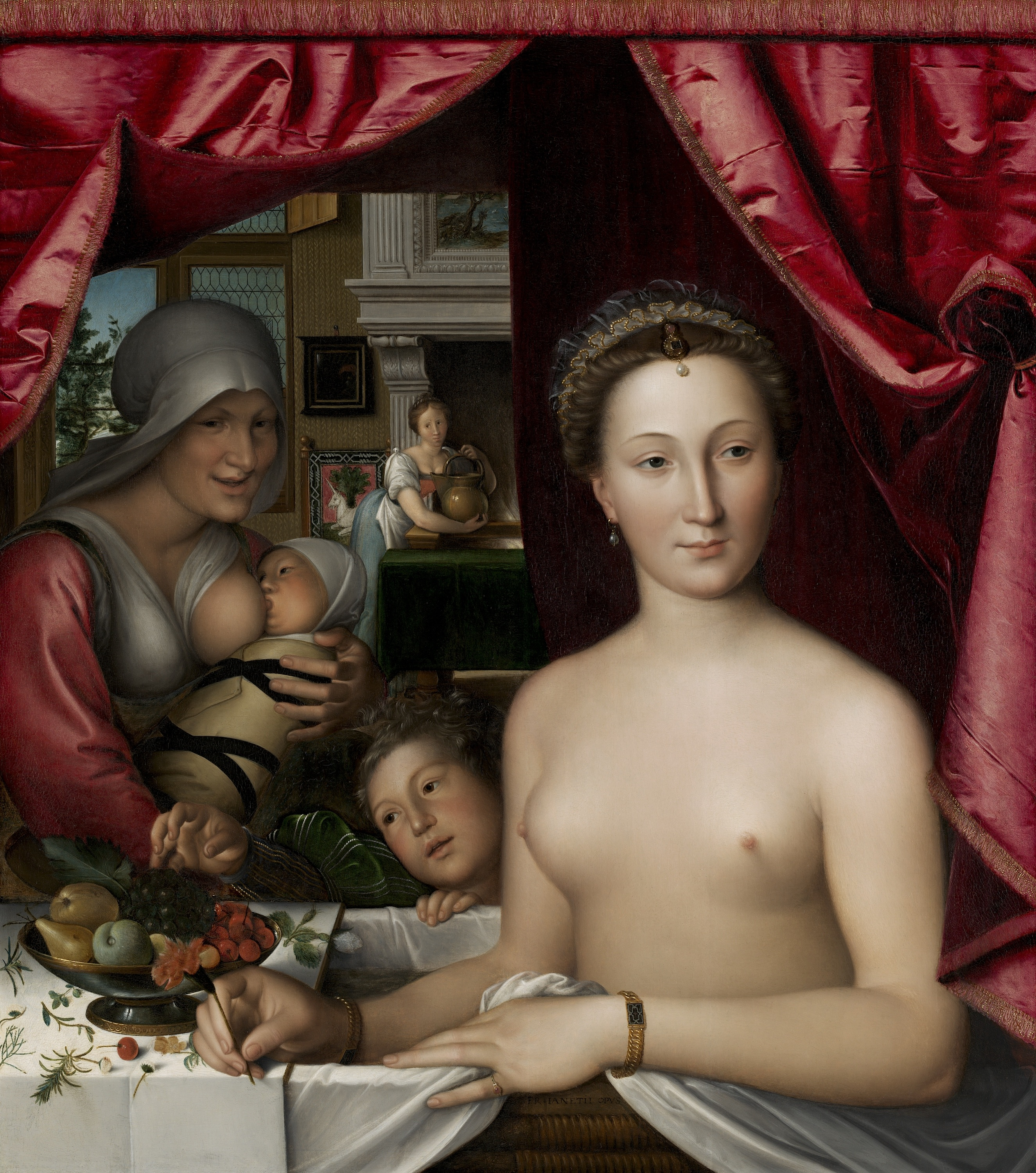
Diana de Poitiers, 1571, en la National Gallery of Art, Washington DC